# محمد نجفی
محمد نجفی وکیل دادگستری، فعال حقوق بشر و زندانی سیاسی ایرانی است. او به دلیل پیگیری پرونده‌های مربوط به نقض حقوق بشر در ایران، از جمله پرونده وحید حیدری، (معترضی که در جریان اعتراضات دی‌ماه ۱۳۹۶ در بازداشتگاهی در اراک به طرز مشکوکی جان باخت،) بارها توسط نیروهای امنیتی جمهوری اسلامی بازداشت و به حبس‌های طولانی محکوم شده است. نجفی که از منتقدان صریح حکومت ایران به شمار می‌رود، به اتهاماتی چون «توهین به رهبری»، «نشر اکاذیب» و «تبلیغ علیه نظام» در مجموع به بیش از ۱۴ سال زندان محکوم شده است.
وی در دوران حبس خود بارها دست به اعتصاب غذا زده و به دلیل وخامت وضعیت جسمانی، اعتراضات گسترده‌ای از سوی وکلای ایرانی و نهادهای حقوق بشری نسبت به وضعیت وی مطرح شده است.

## زندگی و فعالیت حرفه‌ای
محمد نجفی به عنوان وکیل پایه یک دادگستری در شهر شازند فعالیت می‌کرد. او به دلیل داوطلب‌شدن برای وکالت از متهمان سیاسی، پیگیری پرونده‌های مربوط به کشته‌شدگان اعتراضات و مصاحبه با رسانه‌های بین‌المللی، بارها مورد تهدید و بازداشت قرار گرفت. نجفی از منتقدان سرسخت سرکوب معترضان در ایران بوده و فعالیت‌های او موجب واکنش‌های شدید مقامات امنیتی شده است، به‌گونه‌ای که تنها از سال ۱۳۹۶ به بعد، با ۹ حکم قضایی روبه‌رو شد.

## بازداشت‌ها و محکومیت‌ها

### بازداشت‌های اولیه
نخستین بازداشت محمد نجفی در ۲۱ بهمن ۱۳۹۵ رخ داد. او هنگام فیلم‌برداری از تجمع اعتراضی کارگران کارخانه‌ی هپکو اراک توسط مأموران امنیتی بازداشت شد.
در ۲۵ دی ۱۳۹۶، پس از پیگیری پرونده وحید حیدری، یکی از معترضان دی‌ماه ۱۳۹۶ که در بازداشتگاه کشته شده بود، بار دیگر دستگیر شد. نهادهای امنیتی جمهوری اسلامی مدعی بودند که حیدری خودکشی کرده است، اما نجفی و خانواده‌ی این معترض این روایت را رد کردند.

### محکومیت‌های قضایی
- در ۸ شهریور ۱۳۹۷، محمد نجفی در دادگاه به ۳ سال زندان و ۷۴ ضربه شلاق محکوم شد.[۱۰]
- در ۲۰ آذر ۱۳۹۷، دادگاه انقلاب وی را به ۱۰ سال زندان دیگر محکوم کرد که با احکام پیشین، مجموع محکومیت‌های او به ۱۴ سال حبس افزایش یافت.[۳][۱۱][۱۲]
- در ۲۳ فروردین ۱۴۰۲، در یک پرونده جدید، او به ۳ سال حبس دیگر محکوم شد. این حکم شامل ۱۵ میلیون تومان جریمه نقدی نیز بود.[۱۳][۱۴][۱۵]

### اعتصاب غذا و اعتراضات در زندان
محمد نجفی در دوران زندان چند بار دست به اعتصاب غذا زد:
- ۲۸ مرداد ۱۳۹۸: پس از اعتراض به علی خامنه‌ای و انتشار نامه‌ای انتقادی، او به بند قرنطینه منتقل شد و تا زمان بازگشت به بند عمومی زندان، اعتصاب غذا کرد.[۱۶][۱۷] او یکی از دلایل اعتصاب غذای خود را پرونده‌سازی برای فرزند و همسرش از سوی اداره اطلاعات اراک عنوان کرده بود.[۱۴]
- ۲۷ اسفند ۱۴۰۱: در پی محرومیت از مراقبت‌های پزشکی، اعتصاب غذای دیگری را آغاز کرد. این اعتصاب غذا ۵۵ روز به طول انجامید و به وخامت شدید جسمانی وی انجامید.[۱۴] ده‌ها وکیل و پزشک درباره خطر مرگ او هشدار دادند.[۴]

## وضعیت جسمانی و محرومیت از درمان
محمد نجفی در زندان دچار مشکلات جسمانی جدی شد، اما مقامات قضایی بارها از اعزام او به بیمارستان جلوگیری کردند.
- ۱۰ مرداد ۱۴۰۰: پس از گذشت حدود یک ماه از سکته‌ی قلبی و باوجود وعده مسئولان زندان، از مرخصی درمانی و یا اعزام به مراکز درمانی خارج از زندان محروم بوده است.[۱۸]
- ۵ اردیبهشت ۱۴۰۲: با وجود بیماری، مقامات او را بدون تکمیل روند درمان، به زندان بازگرداندند.[۱۹]
- ۲۵ تیر ۱۴۰۳: گزارش شد که وی به شدت بیمار است، اما مقامات زندان از اعزام او به بیمارستان امتناع می‌کنند.[۲۰]
- ۱۷ آبان ۱۴۰۳: در حالی که در زندان اوین بود، علائم سکته در او ظاهر شد و به بیمارستان منتقل گردید.[۲۱][۲۲]
- ١٤ آذر ۱۴۰۳: وی دچار حالت تهوع و سرگیجه شدید و مکرر شده و در حالی که مقرر شده بود که روز چهارشنبه به بیمارستان اعزام شود؛ در نهایت این اقدام با کارشکنی مسئولان زندان اوین، بی‌نتیجه ماند.[۲۳]

## تلاش برای ابطال پروانه وکالت
در ۱۲ شهریور ۱۴۰۲، قوه قضاییه جمهوری اسلامی برای ابطال پروانه وکالت محمد نجفی اقدام کرد. این تلاش با واکنش‌های گسترده‌ای از سوی وکلای ایرانی مواجه شد. در ۴ مهر ۱۴۰۲، گروهی از وکلای محمد نجفی، نامه‌ای اعتراض‌آمیز را منتشر کرده و از نهادهای حقوقی خواستند که مانع لغو پروانه وکالت او شوند.

## واکنش‌ها و حمایت‌ها
فعالان حقوق بشر و سازمان‌های بین‌المللی بارها به وضعیت محمد نجفی اعتراض کرده‌اند:
- عفو بین‌الملل خواستار آزادی فوری او شده است.[۲۶][۲۷]
- سازمان حقوق بشر ایران اعلام کرده که نجفی به دلیل فعالیت‌های قانونی خود در دفاع از حقوق شهروندان، با پرونده‌سازی و احکام ناعادلانه مواجه و زندانی شده است.[۵][۲۸]
- وکلای ایرانی در داخل و خارج از کشور، همچون شیرین عبادی و نسرین ستوده، نسبت به ادامه‌ی بازداشت او اعتراض کرده و از جامعه‌ی بین‌المللی خواسته‌اند برای آزادی او فشار بیاورند.[۴][۲۹]
- تجمع اعتراضی مردم شازند با درخواست آزادی محمد نجفی در چهارم اسفند ۱۴۰۳ مقابل فرمانداری شازند [۳۰]

## جایزه‌ها

### جایزه حقوق بشری وکلای اروپا
در هفتم آذر ۱۳۹۸ (۲۸ نوامبر ۲۰۱۹) شورای انجمن‌های حقوقی و وکالت اروپا جایزه حقوق بشر خود را به چهار وکیل حقوقی ایران، از جمله محمد نجفی و نسرین ستوده، اعطا کرد. سه نفر از این چهار وکیل، از جمله محمد نجفی، در زمان دریافت جایزه به‌خاطر دفاع از زندانیان سیاسی در زندان بوده‌اند.

### جایزه کانون مدافعان حقوق بشر ایران
کانون مدافعان حقوق بشر جایزه «تلاشگر حقوق بشر» در سال ۱۳۹۸ این کانون را به محمد نجفی، وکیل دادگستری و فعال حقوق بشر زندانی، اهدا کرد. محمد سیف‌زاده، عبدالفتاح سلطانی، و معصومه دهقان به نمایندگانی از این کانون با حضور در منزل این وکیل زندانی در اراک، تندیس جایزه را به خانواده آقای نجفی اهدا کردند.